# Szűcs Zoltán Gábor
Szűcs Zoltán Gábor (Budapest, 1979 -) magyar politológus, eszmetörténész, közíró (a Mérce állandó, a Jelen visszatérő szerzője, a Politikatudományi Szemle és az Ellensúly folyóiratok szerkesztője). 

## Magánélet
Házas, egy fia és egy leánya van.[forrás?]

## Tanulmányok
1994 és 1998 között az ELTE Apáczai Csere János Gyakorló Gimnáziumába járt. Osztálytársai között volt egyebek között Kacsuk Zoltán Archiválva 2019. augusztus 29-i dátummal a Wayback Machine-ben szociológus, Képes Gábor költő, muzeológus, Scheibner Tamás történész, Vaderna Gábor irodalomtörténész is. 2004-ben végzett az ELTE BTK magyar nyelv és irodalom szakján, 2010-ben védte meg summa cum laude minősítéssel az ELTE ÁJK-n politikatudományi doktori értekezését, A nemzeti történelem szerepe a magyar politikai diskurzusban, 1989-1993 címmel. 

## Irodalmárként
Egyetemista korában a Huszonegy című kulturális folyóirat és a Dayka-könyvek sorozat szerkesztője, az ELTE BTK hallgatóiból és fiatal oktatóiból alakult Dayka Gábor Társaság egyik alapítója volt. A Huszonegyben egyebek között Varró Dániellel jelent meg interjú, a lapban publikált Térey János, Poós Zoltán, Teslár Ákos, Havasi Attila, Képes Gábor, Mán-Várhegyi Réka is. A Dayka-könyvek sorozat első darabja Kertész Imre életművéről szólt, a későbbi kötetek 19. századi irodalomtörténettel, a laikus irodalommal, színházelmélettel, Spiró György, Bodor Ádám, Térey János munkásságával foglalkoztak. Személyes szakmai érdeklődése a 18-19. század fordulójának irodalmához kötődött. Ebben a témában jelent meg Kazinczy Ferenc fiatalon elhunyt költőbarátja, Dayka Gábor körüli kultuszépítő tevékenységéről szóló elemzése is, amely a 90-es években kialakult, Dávidházi Péter, Margócsy István és mások nevéhez kötődő kultusztörténeti kutatási irányba illeszkedik.

## Eszmetörténészként
A magyar politikai gondolkodás történetének két szakaszához kapcsolódva jelentek meg publikációi: a 18-19. század fordulójának eszmetörténetéről és a 20. század utolsó évtizedeinek, különösen a rendszerváltásnak az eszméiről. Előbbihez kapcsolódóan jelent meg Kovács Ákos Andrással közösen írt programadó tanulmánya a Korall folyóiratban a "hosszú 18. századról", a Századvégben az 1790-es évek reformmozgalmai és a reformkor közötti kontinuitás és diszkontinuitás kérdéséről, a Kommentárban  és az Aetasban a kései felvilágosodás többnyire elfeledett hazai, "protokonzervatív" irányáról, a Korallban és az Egyháztörténeti Szemlében Archiválva 2019. augusztus 30-i dátummal a Wayback Machine-ben a biográfia műfaj hasznosságáról az eszmetörténetírásban, és a sztoicizmus szerepéről a reformkor előtti magyar politikai kultúrában, az Irodalomtörténet folyóiratban. Az ELTE ÁJK-n és a Miskolci Egyetemen tartott több féléves kutatószemináriumok számos szakdolgozat megszületéséhez biztosítottak keretet és több, azóta megvédett vagy befejezés alatt álló doktori értekezés alapötlete is az akkori kollektív munkából fejlődött ki. Az ELTE ÁJK kutatószemináruma egy időben Szijártó M. István országgyűlés-történeti kutatócsoportjával is közös eseményeket szervezett és egy közös tanulmánykötet is megjelent. A 20. század végi magyar politikai gondolkodáshoz kapcsolódott részben Az antalli pillanat című könyv (amely elnyerte 2011-ben a legjobb magyar nyelvű politikatudományi publikációért járó Kolnai Aurél díjat Archiválva 2019. augusztus 30-i dátummal a Wayback Machine-ben) és több más írás is, a Fidesz 90-es évek végi "újkonzervatív forradalmáról", illetve a magyar politikai gondolkodás nemzetközi horizontjának átalakulásáról 1990 és 2010 között. Ezeket a munkákat döntő mértékben meghatározta a cambridge-i eszmetörténet (elsősorban az írásokban rendszeresen idézett John G. A. Pocock műveinek) hazai recepciója, hazai követőik, így Kontler László és Trencsényi Balázs hatása. Szemben a magyar politikatudomány történeti érdeklődését ekkor alapjaiban meghatározó, Schlett István és G. Fodor Gábor által kidolgozott politikai gondolkodástörténeti paradigmával, ezek az írások nem egy "sajátos politikai gondolkodás" törvényszerűségeit kutatták, hanem egy alacsony intézményesültségi szintű, nyelvileg és gondolatilag változatos politikai diskurzus kulcsfogalmaira és gondolkodási alakzataira, "politikai nyelveire" és ezeknek a politikai cselekvés kereteit befolyásoló szerepére helyezték a hangsúlyt.

## Politológusként
Politikatudományi munkái két nagyobb csoportba sorolhatók. Az egyiket a korábbi, a Szabó Márton vezette és munkái által erősen inspirált diszkurzív politikatudományi műhely (tagjai egyebek között Pál Gábor, Lóránd Zsófia, Gyulai Attila, Horváth Szilvia) keretei között született diskurzuselméleti jellegű írások alkotják, s amelyek az eszmetörténeti érdeklődést ötvözik a posztmodern, diskurzuselméleti megfontolásokkal. Az antalli pillanat mellett a Fideszvalóság kötetben megjelent, a Fidesz újkonzervatív forradalmát tárgyaló esszé a legtöbbet hivatkozott munkák ebben a csoportban. A második csoportba az újabb, magyar és angol nyelvű normatív politikaelméleti munkák tartoznak. Ezek a politikai realizmushoz kötődnek és részben a realizmus problémás ismeretelméleti előfeltevéseiről szólnak, részben politikai etikai kérdésekkel foglalkoznak. A Utopian Horizons kötetben közreadott, a G. R. R.Martin fantasy regénysorozatának, A tűz és jég dalának politikaelméleti előfeltevéseit tárgyaló írás mellett a European Journal of Political Theoryban megjelent, Arisztotelész realista rezsimelméletéről szóló, a Res Publica című folyóiratban megjelent Political obligations in illiberal regimes című írás és a Studies in Social and Political Thoughtban publikált esszé a politikai realizmus elméletellenességéről ennek a legfontosabb példái. Magyar nyelven Machiavelliről és Hume-ről jelentek meg esszéi a Gyulai Attilával közösen szerkesztett az A hatalom ködében címet viselő kötetben és két tanulmánya a Politikatudományi Szemlében: A politika egy tökéletlen világban Archiválva 2018. április 10-i dátummal a Wayback Machine-ben és a Standardok szerepe a realista politikaelméletben Archiválva 2018. április 10-i dátummal a Wayback Machine-ben. Emellett a hibrid rezsimek politikai etikájáról szóló írása a Böcskei Balázs és Szabó Andrea által szerkesztett Hibrid rezsimek kötetben jelent meg. 2018-ban látott napvilágot az A politika lelke című monográfia a realista politikaelméletről, amely a kortárs realista elméleti iskola kritikai áttekintése mellett a realizmus modern és antik klasszikusaival is foglalkozik. A realista politikaelmélet hazai műhelyeként Szűcs 2014-től Gyulai Attilával létrehozta az MTA TK PTI realizmus kutatócsoportját, amelyben egyebek között Illés Gábor, Ujlaki Anna, Mándi Tibor, Balázs Zoltán, Darabos Ádám, Csornay Annamária, Pap Milán vettek részt. A csoport később átalakult formában, általános politikaelméleti kutatócsoportként működött tovább.
Néhány évig a Századvég folyóirat szerkesztője Archiválva 2019. augusztus 29-i dátummal a Wayback Machine-ben volt, majd a Politikatudományi Szemle szerkesztőségének tagja lett. A Magyar Politikatudományi Társaság elnökségének 2005-től bő tíz éven át volt tagja, a Diszkurzív Szakosztály vezetőjeként, majd választott tagként, később a Társaság főtitkáraként. 
2016-ban társszervezője volt a Political Realism and Practical Morality című nemzetközi konferenciának, amelyen egyebek között John Dunn, Matt Sleat, Enzo Rossi is részt vettek a kortárs realista politikaelmélet ismert képviselői közül. 2018-ban kezdeményezője volt Gyulai Attilával és Horváth Szilvával a Politikaelméleti Éves Konferencia sorozatnak. 2019-ben négy hónapot töltött Berlinben, a Centre Marc Bloch visiting fellow-jaként. 2020 októberében és decemberében két sikeres nemzetközi workshopot rendezett, Burdens of Political Theory és Political Normativity címmel. A résztvevők között Enzo Rossi, Ugur Aytac, Janosch Prinz, Dirk Schuck, Kei Hiruta. 2021 májusában az ECPR Joint Sessions of Workshops nagyszabású nemzetközi műhelykonferenciáján szervezett Political Normativity címmel 18 kutató részvételével workshopot. 
Oktatóként 2008 és 2012 között az Miskolci Egyetemen tevékenykedett mint főállású egyetemi tanársegéd. Az ELTE ÁJK-n 2005 óta tartott rendszeresen nem kötelező kurzusokat, egy félévig pedig az Egyetemes politikai gondolkodás története kötelező tárgy oktatásában is közreműködött. 2021-ben az ELTE TÁTK-on politikai filozófia és politikai kötelezettségelméletek témájú kurzusokat tartott. Szakkollégiumok közül a Társadalomelméleti Kollégiumban és a Széchenyi István Szakkollégiumban tartott kurzust. Doktori képzésben oktatóként az ELTE BTK-n és a PTE BTK-n, témavezetőként az ELTE ÁJK-n és a Corvinuson vett részt az elmúlt években.
Tudományos ismeretterjesztő munka részeként többször tartott előadást a Kutatók éjszakáján, beszélt a Trónok harca politikaelméleti összefüggéseiről Szegeden Archiválva 2019. augusztus 30-i dátummal a Wayback Machine-ben, Veszprémben Archiválva 2019. augusztus 30-i dátummal a Wayback Machine-ben, a Corvinus Egyetemen. Több írása jelent meg az Amerikai Plán című filmes blogon.

## Közéleti tevékenység
Rövid ideig tartó politikai tevékenységet (2002-ben néhány hónapig az SZDSZ tagja volt, 2017-ben szintén rövid ideig a Momentum tagjelöltje) leszámítva 2016 előtt nem vállalt aktív közéleti szerepet.
Tudományos írásai nem pártosak, sőt, kifejezetten megértésre törekednek a tőle távol álló jobboldali eszmék képviselőivel (főbb témái: 19. század eleji magyar protokonzervatívok, Antall József, 90-es évek végi Fidesz). Magánemberként nyíltan vállalt liberális meggyőződésének és kormánykritikus álláspontjának nem tudományos munkáiban, hanem a Baloldali Liberális Blog kezdetben nem is aktuálpolitikai írásaiban adott hangot 2013 után.
A döntő fordulatot, ahogy ezt publicisztikáiban és interjúiban többször elmondta, a kvótanépszavazás, a CEU- és az MTA-ügy jelentették közéleti tevékenységében. Több írásában érvelt amellett, hogy Magyarország már jó ideje nem liberális demokrácia, hanem egy kompetitív autoriter rezsim. Számos olyan konferenciára, kerekasztal-beszélgetésre hívták meg, ahol a rezsimkérdés volt az egyik központi téma.
Újabban közíróként számos politikai témájú publicisztikája, elemzése jelent meg a 168 órában, az Élet és irodalomban, a HVG-ben, a Jelenben, és a Mércén. Utóbbinak idővel állandó szerzője is lett. A Magyar Narancsban egy hosszabb interjú jelent meg vele, többször nyilatkozott a Tilos Rádióban és a Klubrádió különféle közéleti műsoraiban, az RTL Klub Házon kívül című műsorában, valamint francia, szlovák, cseh, szlovén, norvég, osztrák, német nyelvű médiában. A magyar helyzetről írásai jelentek meg a Public Seminarban és a UCL The Constitution Unit blogjában. Közéleti írásai nagyrészt az Orbán-rezsim működésének logikájáról, az ellenzék előtt álló nehézségekről és egy önkritikus, a 2010 előtti rendszer hibáira is érzékeny liberalizmus szükségességéről szólnak.
Személyes politikai szerepvállalása az MTA 2018-ban váratlanul meghirdetett átalakítása után erősödött fel. Több tüntetésen is tartott beszédet (2018 nyarán, őszén és telén is). Egyik szervezője és aktív résztvevője volt az Akadémiai Dolgozók Fórumának. Többször nyíltan bírálta a minisztert, Palkovics Lászlót és az MTA vezetésének kompromisszumra hajlóbb tagjait. 

## Művei
- A politika lelke (MTA TK PTI, 2018)
- A hatalom ködében (szerk. Gyulai Attilával, MTA TK PTI – L'Harmattan, 2016)
- Politikai elit és politikai kultúra a 18. század végi Magyarországon (szerk. Szijártó M. Istvánnal, Eötvös Kiadó, 2012)
- Az antalli pillanat (L'Harmattan, 2010)
- „Lelkek az Elísium mezején”: Szövegek a 18. századi magyar politikai kultúra tanulmányozásához (szerk. Kovács Ákos Andrással, FSZEK, Kalonda, 2010)
- Nympholeptusok: A test, a kánon, a nyelv és a költőiség problémái a 18-19. században (szerk. Vaderna Gáborral, L'Harmattan, 2004)
- Az értelmezés szükségessége: Tanulmányok Kertész Imréről (szerk. Scheibner Tamással, L'Harmattan, 2002)